# Nhanh như chớp (mùa 2)
Mùa thứ hai của chương trình Nhanh như chớp do Đài Truyền hình Thành phố Hồ Chí Minh và công ty Đông Tây Promotion phối hợp thực hiện, được phát sóng trên kênh HTV7, VTVCab 1 - Vie Giải Trí và HanoiTV1 từ ngày 23 tháng 3 năm 2019 đến ngày 26 tháng 10 năm 2019. Trong hầu hết các tập phát sóng, Trường Giang và Hari Won đảm nhiệm vai trò MC, nhưng trong một số tập, Trường Giang dẫn cùng Trần Anh Huy khi Hari Won có việc riêng.
Ở đợt 1, đội của S.T Sơn Thạch, Phương Lan, Thùy Anh giành chiến thắng; trong khi ở đợt 2, đội của Nam Thư, Tú Vi, Pom giành chiến thắng.

## Thể thức thi đấu
Mỗi tập sẽ có 6 thí sinh tham gia, chia làm 2 đội A và B, mỗi đội 3 thí sinh. Các đội sẽ thi đấu với nhau theo thể thức đấu loại trực tiếp. Đội thắng của một tập sẽ thi đấu ở vòng tiếp theo.
Dưới đây là thể thức thi đấu của chương trình ở mùa 2. Mùa này có 2 đợt phát sóng, mỗi đợt có 15 tập và một trận Siêu cúp cho 2 đội vô địch của cả 2 đợt.
1. Vòng loại: Gồm 8 tập. 16 đội sẽ thi đấu dưới thể thức đấu loại trực tiếp. 8 đội thắng sẽ vào vòng tứ kết.
2. Vòng tứ kết: Gồm 4 tập. Các đội thắng ở vòng loại sẽ thi đấu ở vòng này. 4 đội thắng sẽ vào vòng bán kết.
3. Vòng bán kết: Gồm 2 tập. 4 đội thắng ở vòng tứ kết sẽ thi đấu ở vòng này. 2 đội thắng sẽ vào trận chung kết.
4. Chung kết: 1 tập. 2 đội thắng ở vòng bán kết sẽ thi đấu ở vòng này. Đội thắng ở trận này sẽ là đội vô địch.
5. Siêu cúp (Gala): 1 tập. Đây là trận giao hữu giữa 2 đội vô địch của cả 2 đợt.

## Luật chơi

### Vòng đấu loại
Vòng này có từ 3 đến 5 vòng chơi.
Ở mỗi vòng, mỗi đội chọn ra 1 đại diện để tham gia vòng này. Một người sẽ tham gia chơi trước còn người kia vào phòng cách âm để không nghe thấy câu hỏi của chương trình. Thí sinh sẽ ngồi lên ghế của "cỗ máy tia chớp" và có 2 phút để trả lời nhanh một bộ câu hỏi gồm nhiều câu hỏi (bao gồm câu hỏi chuẩn và câu đố mẹo). Thời gian chỉ được tính từ khi MC bắt đầu đọc câu hỏi đến lúc người chơi chốt đáp án trả lời và không được tính khi các thí sinh và MC trò chuyện. Mỗi lần trả lời đúng thì lên được một nấc của con dốc, trả lời sai thì bị xuống đáy của con dốc (nấc số 0), điểm được tính bằng mạch số lượng câu trả lời đúng liên tiếp và nhiều nhất. Thí sinh không được quyền bỏ qua câu hỏi nào và bắt buộc phải trả lời tất cả các câu hỏi dù sai và tuyệt đối không nghe theo đồng đội. Nếu trả lời theo gợi ý của đồng đội thì đáp án sẽ không được chấp nhận và bị tính là trả lời sai.
Ví dụ: một thí sinh trả lời được đến mốc số 5 rồi trả lời sai và không trả lời được liên tiếp quá 5 câu sau đó thì điểm số sẽ là 5 điểm.
Nếu trả lời đúng đến mốc số 10 (đúng 10 câu liên tiếp) thì thí sinh đó nhận 20.000.000 đồng cho riêng cá nhân mình. Thí sinh có thể sử dụng số tiền này cho mục đích cá nhân hoặc khuyến khích sử dụng cho các hoạt động thiện nguyện khác.
Lưu ý:
- Ở các vòng loại, chỉ có duy nhất một giải 20.000.000 đồng dành cho một người đầu tiên trả lời đúng 10 câu hỏi liên tục, tức là nếu người đó có 2 lần trả lời đúng 10 câu liên tiếp hoặc có thêm người thứ 2 trả lời đúng 10 câu liên tiếp thì không nhận được thêm 20.000.000 đồng mà chỉ được tính là 10 điểm.
- Ở các vòng tứ kết, bán kết và chung kết, luật tiền thưởng sẽ thay đổi: người đầu tiên trả lời đúng 10 câu hỏi liên tục nhận 20.000.000 đồng, người thứ hai trả lời đúng 10 câu hỏi liên tục sẽ nhận 1 phần thưởng là 10.000.000 đồng cho cá nhân (nếu trước đó đã nhận 20 triệu thì sẽ không nhận thêm 10 triệu này). người thứ ba trở đi dù có được 10 câu trả lời liên tiếp cũng chỉ tính là 10 điểm.
- Giải thưởng này không áp dụng cho trận Siêu cúp.

2 thí sinh thi đấu đối kháng với nhau với một bộ câu hỏi chung với thứ tự giống nhau cho cả 2 người. Đội nào có số đáp án đúng liên tiếp cao hơn sẽ giành điểm ở vòng đó. Nếu 2 đội có số đáp án đúng liên tiếp như nhau thì không đội nào giành được điểm (trong một số tập, mỗi đội giành 1 điểm).
Nếu sau 5 vòng chơi mà chưa tìm ra đội chiến thắng, sẽ có một câu hỏi phụ và mỗi đội tự chọn 1 thành viên đại diện đứng trước một cây cột. Sau khi nghe câu hỏi, thành viên đó giành quyền trả lời bằng cách đặt tay lên cột. Trả lời đúng thì đội có thành viên đó giành chiến thắng, nếu sai thì thành viên của đội kia sẽ trả lời, nếu đúng thì thắng. Nếu cả thành viên không trả lời được thì cứ tiếp tục như thế cho đến khi có đội thắng.
Sau các vòng thi, đội nào giành nhiều điểm hơn sẽ chiến thắng và bước vào vòng đặc biệt, đồng thời giành quyền đi tiếp vòng sau. Đội thua cuộc sẽ nhận phần thưởng 9.000.000 đồng (riêng trận chung kết là 30.000.000 đồng).

### Vòng đặc biệt
Đội chiến thắng sẽ đứng trước một cây cột. Trong vòng 1 phút, đội phải liệt kê 20 đáp án theo chủ đề do MC đưa ra. Để được xác nhận, mỗi người chơi cần đặt tay lên cột và nói. Các thành viên phải nói luân phiên nhau và không được nói trùng ý. Sau 1 phút, nếu đội liệt kê đủ hoặc hơn 20 đáp án thì chiến thắng và nhận phần thưởng cao nhất (chi tiết xem cơ cấu giải thưởng ở dưới).

## Cơ cấu giải thưởng

### Trận đấu thường
| Vòng đấu                            | Thắng vòng đặc biệt | Thua vòng đặc biệt | Thua vòng đấu loại |
| ----------------------------------- | ------------------- | ------------------ | ------------------ |
| Vòng loại                           | 60.000.000 đồng     | 15.000.000 đồng    | 9.000.000 đồng     |
| Vòng đấu tiếp theo đến vòng bán kết | 80.000.000 đồng     | 15.000.000 đồng    | 9.000.000 đồng     |
| Chung kết                           | 200.000.000 đồng    | 60.000.000 đồng    | 30.000.000 đồng    |

### Siêu cúp
| Thắng vòng đặc biệt | Thua vòng đặc biệt | Thua vòng đấu loại |
| ------------------- | ------------------ | ------------------ |
| 500.000.000 đồng    | 15.000.000 đồng    | 9.000.000 đồng     |

## Danh sách các đội tham gia
Đây là danh sách các khách mời đã tham gia mùa 2 của chương trình.

### Các vòng loại, tứ kết, bán kết và chung kết
| Đội thi đấu                                | Tỉ số                |
| ------------------------------------------ | -------------------- |
| Đội còn thi đấu hoặc á quân                | Thắng                |
| Đội đã bị loại hoặc đồng hạng ba           | Hòa (thua vòng phụ)  |
| Đội vô địch                                | Hòa (thắng vòng phụ) |
| Khách mời bị thay thế [khách mời thay thế] | Thua                 |

#### Đợt 1
| STT | Danh sách thành viên                           | Kết quả các vòng    | Kết quả các vòng       | Kết quả các vòng         | Kết quả các vòng        | Thứ hạng chung cuộc (Chỉ dành cho Top 4) |
| STT | Danh sách thành viên                           | Vòng loại (tập 1-8) | Vòng Tứ kết (tập 9-12) | Vòng Bán kết (tập 13-14) | Vòng Chung kết (tập 15) | Thứ hạng chung cuộc (Chỉ dành cho Top 4) |
| --- | ---------------------------------------------- | ------------------- | ---------------------- | ------------------------ | ----------------------- | ---------------------------------------- |
| 1   | Phở Đặc Biệt, Ngọc Thảo, Khương Ngọc           | 1-2                 |                        |                          |                         |                                          |
| 2   | BigDaddy, Emily, B Trần                        | 2-1                 | 2-1                    | 1-3                      |                         | Đồng hạng ba                             |
| 3   | Tiết Cương, Lan Phương, Ngọc Lan               | 2-2                 |                        |                          |                         |                                          |
| 4   | Vinh Râu, Lương Minh Trang, Huỳnh Phương       | 2-2                 | 1-2                    |                          |                         |                                          |
| 5   | Trương Quỳnh Anh, Kha Ly, Hùng Thuận           | 3-2                 | 1-3                    |                          |                         |                                          |
| 6   | Quốc Thiên, Emmy Nguyễn, Lê Hiếu               | 2-3                 |                        |                          |                         |                                          |
| 7   | Hữu Đằng, Lê Nhân, Trương Thế Vinh             | 3-1                 | 0-3                    |                          |                         |                                          |
| 8   | Thành Vinh, Han Sara, Song Luân                | 1-3                 |                        |                          |                         |                                          |
| 9   | Mạc Văn Khoa, Lâm Vỹ Dạ, Anh Đức               | 2-1                 | 3-0                    | 3-1                      | 2-2                     | Á quân                                   |
| 10  | Chế Nguyễn Quỳnh Châu, Lan Hương, Lương Huy    | 1-2                 |                        |                          |                         |                                          |
| 11  | Ưng Hoàng Phúc, Gil Lê, Phạm Quỳnh Anh         | 4-2                 | 3-3                    |                          |                         |                                          |
| 12  | Thu Thủy, Mai Tiến Dũng, Vân Trang             | 2-4                 |                        |                          |                         |                                          |
| 13  | S.T Sơn Thạch, Lan Ngọc, Thùy Anh [Phương Lan] | 2-2                 | 3-1                    | 3-0                      | 2-2                     | Quán quân                                |
| 14  | Tim, Võ Hoàng Yến, Quỳnh Hương                 | 2-2                 |                        |                          |                         |                                          |
| 15  | Khổng Tú Quỳnh, Trang Hý, Kiều Trinh           | 1-3                 |                        |                          |                         |                                          |
| 16  | ViruSs, Osad, Khánh Vy                         | 3-1                 | 3-3                    | 0-3                      |                         | Đồng hạng ba                             |

#### Đợt 2
| STT | Danh sách thành viên                    | Kết quả các vòng      | Kết quả các vòng        | Kết quả các vòng         | Kết quả các vòng        | Thứ hạng chung cuộc (Chỉ dành cho Top 4) |
| STT | Danh sách thành viên                    | Vòng loại (tập 16-23) | Vòng Tứ kết (tập 24-27) | Vòng Bán kết (tập 28-29) | Vòng Chung kết (tập 30) | Thứ hạng chung cuộc (Chỉ dành cho Top 4) |
| --- | --------------------------------------- | --------------------- | ----------------------- | ------------------------ | ----------------------- | ---------------------------------------- |
| 1   | Emma Nhất Khanh, Phát La, Midu          | 3-1                   | 3-1                     | 3-1                      | 2-2                     | Á quân                                   |
| 2   | Như Hexi, Ngọc Trai, Ngân Huỳnh         | 1-3                   |                         |                          |                         |                                          |
| 3   | Nhật Lê, Đăng Khoa (Bi Max), Ngọc Nữ    | 0-3                   |                         |                          |                         |                                          |
| 4   | B-Ray, Quốc Thiên, Liên Bỉnh Phát       | 3-0                   | 1-3                     |                          |                         |                                          |
| 5   | Phát La, Shin Hồng Vịnh, Juun Đăng Dũng | 0-3                   |                         |                          |                         |                                          |
| 6   | Puka, Quang Đại, Khả Như                | 3-0                   | 2-3                     |                          |                         |                                          |
| 7   | Chí Thiện, Fanny Trần, Vũ Ngọc Ánh      | 3-0                   | 0-3                     |                          |                         |                                          |
| 8   | Lilly Luta, TiTi, Lý Tuấn Kiệt          | 0-3                   |                         |                          |                         |                                          |
| 9   | Xuân Nghị, Mai Phương, Ốc Thanh Vân     | 3-0                   | 3-1                     | 1-3                      |                         | Đồng hạng ba                             |
| 10  | Baggio, Mai Thanh Hà, Lương Gia Huy     | 0-3                   |                         |                          |                         |                                          |
| 11  | Lê Hùng, Bạch My, Lan Phương            | 1-3                   |                         |                          |                         |                                          |
| 12  | Duy Khương, Xuân Tiến, Trà Ngọc         | 3-1                   | 1-3                     |                          |                         |                                          |
| 13  | Nam Thư, Tú Vi, Pom (Minh An)           | 3-1                   | 3-2                     | 3-0                      | 2-2                     | Quán quân                                |
| 14  | Ginô Tống, Kim Chi, Lâm Á Hân           | 1-3                   |                         |                          |                         |                                          |
| 15  | Đại Nhân, Don Nguyễn, Võ Đăng Khoa      | 1-2                   |                         |                          |                         |                                          |
| 16  | Linh Ngọc Đàm, MisThy, Lê Dương Bảo Lâm | 3-1                   | 3-0                     | 0-3                      |                         | Đồng hạng ba                             |

### Siêu cúp
Ghi chú: Tên người chơi của đội giành chiến thắng trận đấu và được vào vòng đặc biệt có chữ màu đỏ.
Tập Siêu cúp được phát sóng vào ngày 26 tháng 10 năm 2019 là cuộc đối đầu giữa hai đội:
- Nam Thư, Tú Vi, Pom (Minh An) (vô địch đợt 2)
- S.T Sơn Thạch, Phương Lan, Thùy Anh (vô địch đợt 1)

Đội của ST đã giành chiến thắng trước đội của Nam Thư với tỉ số 3-2 để lên ngôi tại trận đấu này.

## Chi tiết các tập
| Đội chiến thắng và trực tiếp lọt vào vòng trong      |
| Đội chiến thắng nhờ chiến thắng vòng thi phụ         |
| Đội quán quân hoặc giành chiến thắng ở trận siêu cúp |

| Đợt      | Vòng đấu  | Tập | Ngày phát sóng | A                                                      | Tỉ số (A/B) | B                                                      |
| -------- | --------- | --- | -------------- | ------------------------------------------------------ | ----------- | ------------------------------------------------------ |
| 1        | Vòng loại | 1   | 23/03/2019     | Phở Đặc Biệt, Ngọc Thảo, Khương Ngọc                   | 1-2         | BigDaddy, Emily, B Trần                                |
| 1        | Vòng loại | 2   | 30/03/2019     | Tiết Cương, Lan Phương, Ngọc Lan                       | 2-2         | Vinh Râu, Lương Minh Trang, Huỳnh Phương               |
| 1        | Vòng loại | 3   | 06/04/2019     | Trương Quỳnh Anh, Kha Ly, Hùng Thuận                   | 3-2         | Quốc Thiên, Emmy Nguyễn, Lê Hiếu                       |
| 1        | Vòng loại | 4   | 13/04/2019     | Hữu Đằng, Lê Nhân, Trương Thế Vinh                     | 3-1         | Võ Lê Thành Vinh, Han Sara, Song Luân                  |
| 1        | Vòng loại | 5   | 20/04/2019     | Mạc Văn Khoa, Lâm Vỹ Dạ, Anh Đức                       | 2-1         | Chế Nguyễn Quỳnh Châu, Lan Hương, Lương Huy            |
| 1        | Vòng loại | 6   | 27/04/2019     | Ưng Hoàng Phúc, Gil Lê, Phạm Quỳnh Anh                 | 4-2         | Thu Thủy, Mai Tiến Dũng, Vân Trang                     |
| 1        | Vòng loại | 7   | 11/05/2019     | S.T Sơn Thạch, Ninh Dương Lan Ngọc, Thùy Anh           | 2-2         | Tim, Võ Hoàng Yến, Quỳnh Hương                         |
| 1        | Vòng loại | 8   | 18/05/2019     | Khổng Tú Quỳnh, Trang Hý, Kiều Trinh                   | 1-3         | ViruSs, Osad, Khánh Vy                                 |
| 1        | Tứ kết    | 9   | 25/05/2019     | BigDaddy, Emily, B Trần (thắng tập 1)                  | 2-1         | Vinh Râu, Lương Minh Trang, Huỳnh Phương (thắng tập 2) |
| 1        | Tứ kết    | 10  | 01/06/2019     | Hữu Đằng, Lê Nhân, Trương Thế Vinh (thắng tập 4)       | 0-3         | Mạc Văn Khoa, Lâm Vỹ Dạ, Anh Đức (thắng tập 5)         |
| 1        | Tứ kết    | 11  | 08/06/2019     | Ưng Hoàng Phúc, Gil Lê, Phạm Quỳnh Anh (thắng tập 6)   | 3-3         | ViruSs, Osad, Khánh Vy (thắng tập 8)                   |
| 1        | Tứ kết    | 12  | 15/06/2019     | Trương Quỳnh Anh, Kha Ly, Hùng Thuận (thắng tập 3)     | 1-3         | S.T Sơn Thạch, Phương Lan, Thùy Anh (thắng tập 7)      |
| 1        | Bán kết   | 13  | 22/06/2019     | BigDaddy, Emily, B Trần (thắng tập 9)                  | 1-3         | Mạc Văn Khoa, Lâm Vỹ Dạ, Anh Đức (thắng tập 10)        |
| 1        | Bán kết   | 14  | 29/06/2019     | S.T Sơn Thạch, Phương Lan, Thùy Anh (thắng tập 12)     | 3-0         | ViruSs, Osad, Khánh Vy (thắng tập 11)                  |
| 1        | Chung kết | 15  | 06/07/2019     | S.T Sơn Thạch, Phương Lan, Thùy Anh (thắng tập 14)     | 2-2         | Mạc Văn Khoa, Lâm Vỹ Dạ, Anh Đức (thắng tập 13)        |
| 2        | Vòng loại | 16  | 13/07/2019     | Emma Nhất Khanh, Phát La, Midu                         | 3-1         | Như Hexi, Ngọc Trai, Ngân Huỳnh                        |
| 2        | Vòng loại | 17  | 20/07/2019     | Nhật Lê, Bi Max, Ngọc Nữ                               | 0-3         | B-Ray, Quốc Thiên, Liên Bỉnh Phát                      |
| 2        | Vòng loại | 18  | 27/07/2019     | Phát La, Shin Hồng Vịnh, Juun Đăng Dũng                | 0-3         | Puka, Quang Đại, Khả Như                               |
| 2        | Vòng loại | 19  | 03/08/2019     | Chí Thiện, Fanny Trần, Vũ Ngọc Ánh                     | 3-0         | Lilly Luta, TiTi, Lý Tuấn Kiệt                         |
| 2        | Vòng loại | 20  | 10/08/2019     | Xuân Nghị, Mai Phương, Ốc Thanh Vân                    | 3-0         | Baggio, Mai Thanh Hà, Lương Gia Huy                    |
| 2        | Vòng loại | 21  | 17/08/2019     | Lê Hùng, Bạch My, Lan Phương                           | 1-3         | Duy Khương, Xuân Tiến, Trà Ngọc                        |
| 2        | Vòng loại | 22  | 24/08/2019     | Nam Thư, Tú Vi, Pom                                    | 3-1         | Ginô Tống, Kim Chi, Lâm Á Hân                          |
| 2        | Vòng loại | 23  | 31/08/2019     | Đại Nhân, Don Nguyễn, Võ Đăng Khoa                     | 1-3         | Linh Ngọc Đàm, MisThy, Lê Dương Bảo Lâm                |
| 2        | Tứ kết    | 24  | 07/09/2019     | Emma Nhất Khanh, Phát La, Midu (thắng tập 16)          | 3-1         | Duy Khương, Xuân Tiến, Trà Ngọc (thắng tập 21)         |
| 2        | Tứ kết    | 25  | 14/09/2019     | Nam Thư, Tú Vi, Pom (thắng tập 22)                     | 3-2         | Puka, Quang Đại, Khả Như (thắng tập 18)                |
| 2        | Tứ kết    | 26  | 21/09/2019     | Linh Ngọc Đàm, MisThy, Lê Dương Bảo Lâm (thắng tập 23) | 3-0         | Chí Thiện, Fanny Trần, Vũ Ngọc Ánh (thắng tập 19)      |
| 2        | Tứ kết    | 27  | 28/09/2019     | B-Ray, Quốc Thiên, Liên Bỉnh Phát (thắng tập 17)       | 1-3         | Xuân Nghị, Mai Phương, Ốc Thanh Vân (thắng tập 20)     |
| 2        | Bán kết   | 28  | 05/10/2019     | Nam Thư, Tú Vi, Pom (thắng tập 25)                     | 3-0         | Linh Ngọc Đàm, MisThy, Lê Dương Bảo Lâm (thắng tập 26) |
| 2        | Bán kết   | 29  | 12/10/2019     | Xuân Nghị, Mai Phương, Ốc Thanh Vân (thắng tập 27)     | 1-3         | Emma Nhất Khanh, Phát La, Midu (thắng tập 24)          |
| 2        | Chung kết | 30  | 19/10/2019     | Nam Thư, Tú Vi, Pom (thắng tập 28)                     | 2-2         | Emma Nhất Khanh, Phát La, Midu (thắng tập 29)          |
| Siêu cúp | Siêu cúp  | 31  | 26/10/2019     | Nam Thư, Tú Vi, Pom (vô địch đợt 2)                    | 2-3         | S.T Sơn Thạch, Phương Lan, Thùy Anh (vô địch đợt 1)    |

## Một số thống kê kỷ lục

### Người chiến thắng
Dưới đây là danh sách thí sinh chiến thắng (trả lời đúng đến mốc số 10):
1. Diễn viên Nam Thư, trong tập 22 phát sóng ngày 24/8/2019[40]
2. Diễn viên Midu, trong tập 24 phát sóng ngày 7/9/2019[42]
3. Diễn viên Kha Ly, trong tập 3 phát sóng ngày 6/4/2019[7]
4. Streamer ViruSs, trong tập 11 phát sóng ngày 8/6/2019[22]
5. Siêu mẫu Quang Đại, trong tập 18 phát sóng ngày 27/7/2019[31] và tập 25 phát sóng ngày 14/9/2019[30][45]
6. Diễn viên Tú Vi, trong tập 28 phát sóng ngày 5/10/2019[62]

### Người không đúng một câu nào
1. Ca sĩ Lương Minh Trang, trong tập 2 ngày 30/3/2019[5]
2. Diễn viên Lan Hương, trong tập 5 ngày 20/4/2019[10]

### Người chiến thắng 2 lần ở 2 tập khác nhau
1. Siêu mẫu Quang Đại, trong tập 18 phát sóng ngày 27/7/2019[31] và tập 25 phát sóng ngày 14/9/2019[30][45]

### Đội chơi chiến thắng vòng đặc biệt
Chỉ có 1 đội chơi đã giành chiến thắng vòng đặc biệt ở mùa này (trả lời đúng từ 20 đáp án trở lên):
1. Đội Xuân Nghị, Mai Phương, Ốc Thanh Vân, trong tập 27 ngày 28/9/2019 (kể được 26/20 đáp án chính xác).[52]